# Lewellen
Lewellen és una població dels Estats Units a l'estat de Nebraska. Segons el cens del 2000 tenia 282 habitants.

## Demografia
Segons el cens del 2000, Lewellen tenia 282 habitants, 137 habitatges, i 69 famílies. La densitat de població era de 302,4 habitants per km².
Dels 137 habitatges en un 14,6% hi vivien nens de menys de 18 anys, en un 39,4% hi vivien parelles casades, en un 8,8% dones solteres, i en un 49,6% no eren unitats familiars. En el 44,5% dels habitatges hi vivien persones soles el 27,7% de les quals corresponia a persones de 65 anys o més que vivien soles. El nombre mitjà de persones vivint en cada habitatge era d'1,86 i el nombre mitjà de persones que vivien en cada família era de 2,55.
Per edats la població es repartia de la següent manera: un 14,5% tenia menys de 18 anys, un 3,9% entre 18 i 24, un 16,7% entre 25 i 44, un 27% de 45 a 60 i un 37,9% 65 anys o més.
L'edat mediana era de 57 anys. Per cada 100 dones de 18 o més anys hi havia 75,9 homes.
La renda mediana per habitatge era de 19.191 $ i la renda mediana per família de 30.417 $. Els homes tenien una renda mediana de 18.000 $ mentre que les dones 15.625 $. La renda per capita de la població era de 13.124 $. Aproximadament el 15,9% de les famílies i el 20,1% de la població estaven per davall del llindar de pobresa.

## Poblacions més properes
El següent diagrama mostra les poblacions més properes.